# 刘显潜
刘显潜（1865年—1938年）字如渊，别号井陆，中华民国军事将领，刘显世的堂兄。

## 生平
同治三年（1865年），刘显潜出生，成年后，成为廪生，此后参加科举屡试不中。光绪末年，广西会党进攻贵州，贵州各地兴办团练进行防御，其中刘氏的团练最强大，刘显潜因功擢升管带，驻贵州同广西的边境。广西巡抚沈秉堃器重刘显潜，擢升其为统带。
辛亥革命贵州独立，刘显世任军政股长，刘显潜乃回到贵州兴义，招兵四个营。翌年，滇军唐继尧借道北伐，刘显潜率部投靠唐继尧。张百麟败走兴义，刘显潜进行了迎击，张百麟逃走。当时，兴义的彝族、苗族人趁乱起事，被刘显潜剿平，斩其首领安三妹。唐继尧信任刘显潜，乃命刘显潜主政兴义。民国三年（1914年），刘显潜被任命为黔西道道尹，并兼任上游清乡督办，授四等文虎章。民国四年（1915年），获大总统袁世凯赐四等嘉禾章。
在护国战争中，贵州独立，刘显潜驻南盘江，防备北方的北洋军，使北洋军不能前进。随后，刘显潜任援川总司令，但未抵达四川，四川将军陈宧便已经背叛了袁世凯，投向护国军。黎元洪继任大总统后，任命刘显潜为贵州游击军总司令，授陆军中将衔、一等文虎章。刘显世任贵州督军时，忌惮王文华，希望以刘显潜取代王文华，众人均不同意。刘显潜乃在兴义编练游击军，手下共万余人。不久，民九事变发生，刘显潜随刘显世赴云南，刘显潜的游击军也瓦解，游击军官兵多成为土匪。
民国十年（1921年），袁祖铭刺杀王文华，组建了定黔军，秘密同刘显世、刘显潜兄弟结盟。刘显潜随后回到兴义，设西路指挥部，招集旧部。但其旧部多为土匪，广西土匪也趁机进入贵州，洗劫了南笼县，掳走一千多名妇女。这引起了贵州民众对刘氏的痛恨。
起初，袁祖铭许诺让刘显世出任贵州省省长。但事成之后，袁祖铭背弃了盟约，自己出任省长，而任命刘显潜担任滇黔边防督办。刘显潜于兴义设督办，扩军至四个团，以滇军作为后援，同贵阳方面抗衡。民国十二年（1923年），唐继虞率部入贵州，袁祖铭败退到四川。刘显世出任贵州省长，刘显潜任军务会办，但军政实际上由唐继虞掌握。同年冬，刘显世患病，刘显潜代理省长。
民国十三年（1924年），袁祖铭重返贵阳，滇军向西撤退。当时，唐继尧企图控制两广，乃以刘显潜为第一陆军第七军总司令，主攻广西柳州，不久便败在李宗仁手下。随后，袁祖铭进入贵阳，唐继尧回到昆明，刘显潜解甲归田。
民国二十七年（1928年），刘显潜病逝于兴义，享年73岁。